# أمريكا محقة أم مخطئة
أمريكا محقة أم مخطئة: تشريح القومية الأمريكية هو كتاب 2012 للكاتب البريطاني والأكاديمية أناتول ليفن. نُشرت نسخة منفصلة سابقة في عام 2004.

## ملخص
يبحث الكتاب في أقصى اليمين في السياسة الأمريكية، وتطرف الحزب الجمهوري وحركة الشاي. يناقش الكتاب أيضًا مفهوم الاستثناء الأمريكي.

## استقبال
في الشؤون الخارجية وصفت الكتاب بأنه «ذكي وغالبا ما تكون استفزازية» بينما في الجارديان أشاد بالكتاب مارتن وولاكوت الذي كتب: «كان علينا توقع ذلك. كانت كل الدلائل موجودة في التسعينات - الهوس حول مقاومة التأثيرات الخارجية، والمعتقدات الدينية الضيقة، والعودة إلى العصر الذهبي، والشعور بالتعرض للتهديد من الحداثة، والاستعداد لاستخدام الوسائل العنيفة. تعود جذورها إلى قرون. لكن الأمر استغرق هجمات الحادي عشر من سبتمبر لكي ندرك مدى قوة هذا التطرف المزدهر.... بالطبع، نحن لا نتحدث هنا عن الإسلام أو عن القاعدة وأسامة بن لادن، ولكن عن أمريكا. يزعم أناتول ليفن في هذا الكتاب المضيء أن اعتداء بن لادن على الولايات المتحدة جرد الكثير من القيود المتبقية على الجانب غير المتسامح وغير العقلاني والمدمِّر ذاتياً من القومية الأمريكية. إن كانت هذه القومية مشكلة أكبر من تلك التي يمثلها التطرف الإسلامي، فهي نقطة خلافية، لكن من الواضح أن الجمع بين الاثنين يمكن أن يجلب كارثة علينا جميعًا. في لندن ريفيو أوف بوكس، تم الإشادة بالعمل باعتباره «مدهشًا وحاسمًا... حجة مقنعة».